# Karl Müller (Politiker, 1878)
Karl Müller (* 21. September 1878 in Rambach; † nach 1933) war ein deutscher Politiker (SPD).

## Leben
Nach dem Besuch der Volksschule absolvierte Müller eine Maurerlehre. Er arbeitete bis 1907 als Maurer und engagierte sich neben seiner beruflichen Tätigkeit gewerkschaftlich im Zentralverband der Maurer, für den er Zweigstellen im Rheinland leitete. Von 1900 bis 1906 war er Vorsitzender der Zweigstelle in Oberhausen und von 1906 bis 1908 in Duisburg, wo er 1907 eine Anstellung erhielt. Von Oktober 1910 bis April 1913 arbeitete er als Expedient für die der Gewerkschaft nahestehende Niederrheinische Arbeiterzeitung in Moers.
Müller trat in die SPD ein und war von Mai 1913 bis August 1920 als Parteisekretär für den Wahlkreis Mörs-Rees tätig. Parallel dazu wirkte er von 1917 bis 1919 als Reporter für die Parteizeitung Niederrheinische Volksstimme. In Moers gehörte er von 1919 bis 1920 der Stadtverordnetenversammlung an. Im Januar 1919 kandidierte er bei der Wahl zur Deutschen Nationalversammlung, verfehlte aber den Einzug in das neugeschaffene Parlament. Drei Monate später wurde er von seiner Partei zum Zweiten Reichsrätekongress nach Berlin delegiert. Von 1919 bis 1921 war er Mitglied der Verfassunggebenden Preußischen Landesversammlung.
Müller zog 1920 nach Stendal, wo er ab dem 15. August als Parteisekretär für den SPD-Unterbezirk Stendal-Osterburg und später für den SPD-Bezirk Magdeburg-Anhalt arbeitete. In Stendal war er seit 1922 ebenfalls Mitglied der Stadtverordnetenversammlung und seit 1925 stellvertretender Stadtverordnetenvorsteher. Am 16. Dezember 1927 rückte er als Abgeordneter in den Preußischen Landtag nach und bei der Landtagswahl im Mai 1928 errang er ein Mandat über den Wahlkreis 10 (Magdeburg). Dem Landtag gehörte bis zum Ende der dritten Legislaturperiode 1932 an. Ab dem 5. Februar 1933, als er für den verstorbenen Abgeordneten Hermann Kasten nachrückte, war er erneut Landtagsmitglied.
Nach der Machtübernahme der Nationalsozialisten musste Müller seine politischen Funktionen niederlegen.